# Hannah Waddingham

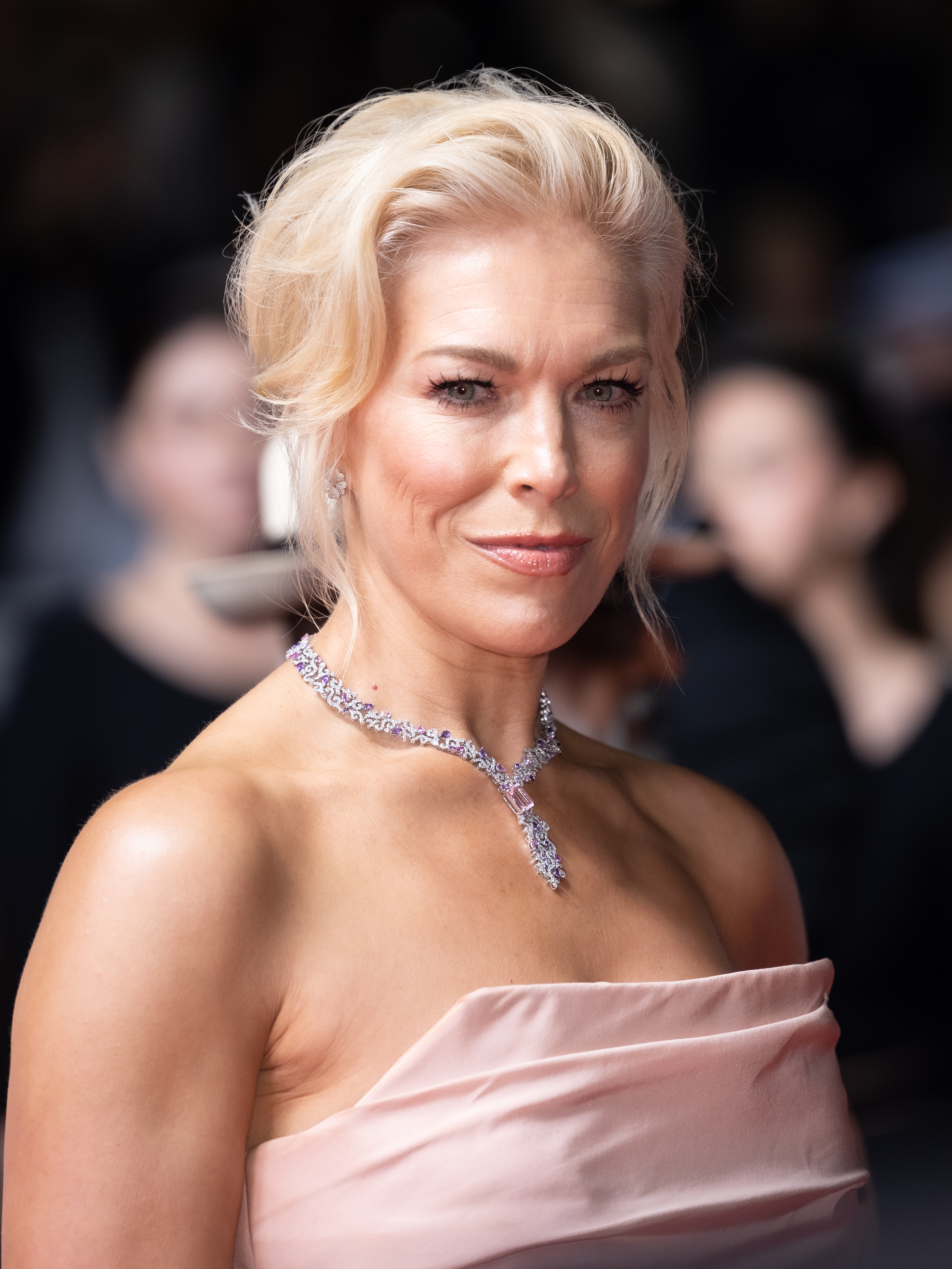
Hannah Waddingham bei den Filmfestspielen von Cannes 2025

Hannah Waddingham (* 28. Juli 1974 in Wandsworth, London) ist eine britische Schauspielerin, Musicaldarstellerin und Sängerin.

## Leben und Karriere
Hannah Waddingham wurde 1974 in der britischen Hauptstadt London geboren. Da ihre Familie sehr musikalisch ist, schlug sie ebenfalls diesen Weg ein. Neben dem Singen ist Waddingham hauptsächlich auf Theaterbühnen aktiv; so wirkte sie zunächst in einer Inszenierung des Bühnenstücks Spamalot mit und schaffte es dann auch am New Yorker Broadway Erfolg zu haben. Sie war drei Mal u. a. für einen Olivier Award nominiert. Erneut großes Lob erhielt sie für ihre Darstellung in Trevor Nunns Inszenierung von Stephen Sondheims A Little Night Music.
2010 spielte Waddingham am Open Air Theatre die Rolle der Hexe in dem Musical Into the Woods. Weitere Theateraufführungen verbuchte Waddingham mit Der Zauberer von Oz und Kiss Me, Kate.
Bereits seit 2002 ist Waddingham neben ihrer Bühnentätigkeit auch in Film und Fernsehen zu sehen. Sie spielte zunächst Gastrollen in britischen Fernsehserie, wie Coupling – Wer mit wem?, M.I.High oder Agatha Christie’s Marple. Hinzu kamen Filmauftritte wie in New York für Anfänger und im Jahr 2012 in Les Misérables. Von 2015 bis 2017 spielte sie die Rolle der Septa Unella in der erfolgreichen Fernsehserie Game of Thrones. Es folgten Nebenrollen in Krypton und Sex Education. Von 2020 bis 2023 war sie in der Comedyserie Ted Lasso des Streaming-Anbieters Apple TV+ zu sehen. Für ihre darstellerische Leistung wurde sie unter anderem mit dem Emmy in der Kategorie Beste Nebendarstellerin – Comedyserie ausgezeichnet.
Waddinghams Lied Our Kind of Love erreichte 2000 Platz 41 in den britischen Singlecharts.
2023 war sie Teil des Moderatorenteams des Eurovision Song Contests. Zum Ende des Jahres wurde auf Apple TV das Weihnachtsspecial Hannah Waddingham: Home for Christmas veröffentlicht.
2024 sang sie beim Formel 1 Grand Prix von Großbritannien in Silverstone die Hymne.

## Filmografie (Auswahl)
- 2002: Coupling – Wer mit wem? (Coupling, Fernsehserie, Episode 3x01)
- 2005: William and Mary (Fernsehserie, Episode 3x03)
- 2005: Hollyoaks: Let Loose (Fernsehserie, 3 Episoden)
- 2006: The Only Boy for Me (Fernsehfilm)
- 2008: M.I. High (Fernsehserie, Episode 3x10)
- 2008: New York für Anfänger (How to Lose Friends & Alienate People)
- 2008–2015: Doctors (Fernsehserie, 4 Episoden)
- 2010: Agatha Christie’s Marple (Fernsehserie, Episode 5x04: Mord im Spiegel (The Mirror Crack’d From Side To Side))
- 2010–2011: My Family (Fernsehserie, 3 Episoden)
- 2011: Into the Woods
- 2011–2014: Not Going Out (Fernsehserie, 2 Episoden)
- 2012: Bad Education (Fernsehserie, Episode 1x03)
- 2012: Les Misérables
- 2014: Benidorm (Fernsehserie, 7 Episoden)
- 2015: Agatha Christie’s Partners in Crime (Fernsehserie, 3 Episoden)
- 2015: Meet Pursuit Delange: The Movie
- 2015–2016: Game of Thrones (Fernsehserie, 8 Episoden)
- 2016: The Gatehouse
- 2016: Josh (Fernsehserie, Episode 2x06)
- 2017: 12 Monkeys (Fernsehserie, 4 Episoden)
- 2018: Winter Ridge
- 2018: Krypton (Fernsehserie, 13 Episoden)
- 2019–2023: Sex Education (Fernsehserie, 14 Episoden)
- 2020–2023: Ted Lasso (Fernsehserie)
- 2021: Inspector Barnaby (Midsomer Murders, Fernsehserie, Folge: Die Zierstich-Gesellschaft)
- 2022: Hocus Pocus 2
- 2022: Willow (Fernsehserie, Episode 1x03)
- 2024: The Fall Guy
- 2024: Garfield – Eine extra Portion Abenteuer (The Garfield Movie, Stimme von Jinx)
- 2025: Mission: Impossible – The Final Reckoning
- 2025: Lilo & Stitch (Stimme)

## Auszeichnungen und Nominierungen (Auswahl)
Broadcast Film Critics Association Award
- 2020: Auszeichnung als Beste Nebendarstellerin in einer Comedyserie für Ted Lasso

Golden Globe Award
- 2022: Nominierung als Beste Nebendarstellerin – Serie, Mini-Serie oder TV-Film für Ted Lasso

Primetime Emmy Award
- 2021: Auszeichnung als Beste Nebendarstellerin – Comedyserie für Ted Lasso
- 2022: Nominierung als Beste Nebendarstellerin – Comedyserie für Ted Lasso
- 2023: Nominierung als Beste Nebendarstellerin – Comedyserie für Ted Lasso

Critics Choice Award
- 2021: Auszeichnung als Beste Nebendarstellerin – Comedyserie  für Ted Lasso
- 2022: Auszeichnung als Beste Nebendarstellerin – Comedyserie  für Ted Lasso